# Harry dans tous ses états
Pour plus de détails, voir Fiche technique et Distribution.
Harry dans tous ses états (Deconstructing Harry) est un film américain réalisé par Woody Allen, sorti en 1997.

## Synopsis
Harry Block est un écrivain tourmenté qui écrit des romans inspirés de sa vie. Certains de ses proches sont furieux de se reconnaître dans les personnages et évènements décrits. Il doit recevoir un hommage à son ancienne école mais il n'a personne avec qui y aller, il s'y rend finalement avec un ami cardiaque, une prostituée et son fils qu'il a enlevé devant son école.

## Fiche technique
- Titre : Harry dans tous ses états
- Titre original : Deconstructing Harry
- Réalisation et scénario : Woody Allen
- Directeur de la photographie : Carlo Di Palma
- Direction artistique : Tom Warren
- Distribution des rôles : Juliet Taylor (en)
- Décors : Santo Loquasto (en); Susan Kaufman et Elaine O'Donnell (décors de plateau)
- Costumes : Suzy Benzinger
- Montage : Susan E. Morse
- Pays d'origine :  États-Unis
- Genre : comédie noire
- Durée : 96 minutes
- Dates de sortie :
  - Italie : présentation au Festival de Venise le 26 août 1997
  - États-Unis : 12 décembre 1997
  - France : 21 janvier 1998
  - Belgique : 18 février 1998[1]
- Affiche de film : Floc'h

## Distribution
- Caroline Aaron (V.F. : Élisabeth Margoni) : Doris
- Woody Allen (V.F. : Jean-Luc Kayser) : Harry Block
- Kirstie Alley (V.F. : Marie Vincent) : Joan
- Bob Balaban (V.F. : Denis Boileau) : Richard
- Richard Benjamin (V.F. : Michel Le Royer) : Ken
- Eric Bogosian (V.F. : Jean-Claude Sachot) : Burt
- Billy Crystal (V.F. : Lionel Henry) : Larry / le Diable
- Judy Davis (V.F. : Élisabeth Wiener) : Lucy
- Hazelle Goodman (V.F. : Maïk Darah) : Cookie, la call-girl
- Mariel Hemingway : Beth Kramer
- Amy Irving (V.F. : Emmanuèle Bondeville) : Jane
- Julie Kavner (V.F. : Jacqueline Cohen) : Grace
- Eric Lloyd : Hilly
- Julia Louis-Dreyfus (V.F. : Laurence Crouzet) : Leslie
- Tobey Maguire (V.F. : Jérôme Berthoud) : Harvey Stern
- Demi Moore (V.F. : Anne Jolivet) : Helen
- Elisabeth Shue (V.F. : Rafaèle Moutier) : Fay
- Stanley Tucci (V.F. : Jérôme Keen): Paul Epstein
- Robin Williams (V.F. : Michel Papineschi) : Mel
- Hy Anzell : Max

## Commentaires
Il s'agit d'une comédie noire, où l'on retrouve quelques-uns des thèmes préférés de Woody Allen : les mœurs amoureuses et sexuelles, la solitude, l'absurde, la relation entre l'écrivain et son œuvre, la frontière floue entre la réalité et l'onirique.
Le titre original, Deconstructing Harry, se réfère à la notion philosophique de déconstruction.

## Accueil

### Réception critique
Lors de sa sortie en salles, Harry dans tous ses états rencontre un accueil favorable des critiques professionnelles : 71 % des 35 commentaires recensés par le site Rotten Tomatoes sont positifs, pour une moyenne de 7,2⁄10, tandis qu'il obtient un score de 61⁄100 sur le site Metacritic, pour 19 commentaires collectés.

### Box-office
Sorti le 12 décembre 1997 aux États-Unis dans 10 salles, Harry dans tous ses états rapporte 356 476 $ lors de son premier week-end d'exploitation, faisant mieux que le précédent film de Woody Allen, Tout le monde dit I Love You, et ses 131 678 $ de recettes à la même période un an auparavant. Par la suite, il n'est jamais distribué dans plus de 445 salles et engrange un total de 10 686 841 $ au cours de son exploitation. Si ce résultat permet de faire mieux que Maudite Aphrodite, autre réalisation d'Allen, et ses 6 468 498 $ en 1995 et Tout le monde dit I Love You et ses 9 759 200 $ en 1996, les recettes de Harry dans tous ses états ne parviennent pas à dépasser le coût de production (20 millions de $).
En France, sorti dans 295 salles le 21 janvier 1998, le film démarre en troisième position la semaine de sa sortie avec 417 673 entrées, faisant mieux que Maudite Aphrodite et ses 300 657 entrées, mais moins bien que Tout le monde dit I Love You et ses 462 471 entrées. Jamais distribué au-delà de 317 salles, Harry dans tous ses états atteint le million d'entrées lors de sa quatrième semaine de présence à l'affiche. L'exploitation se finit la semaine du 8 avril 1998 avec 1 285 535 entrées.

## Distinctions
- 1998 : nomination à l'Oscar du meilleur scénario original pour Woody Allen